# Robe à la polonaise

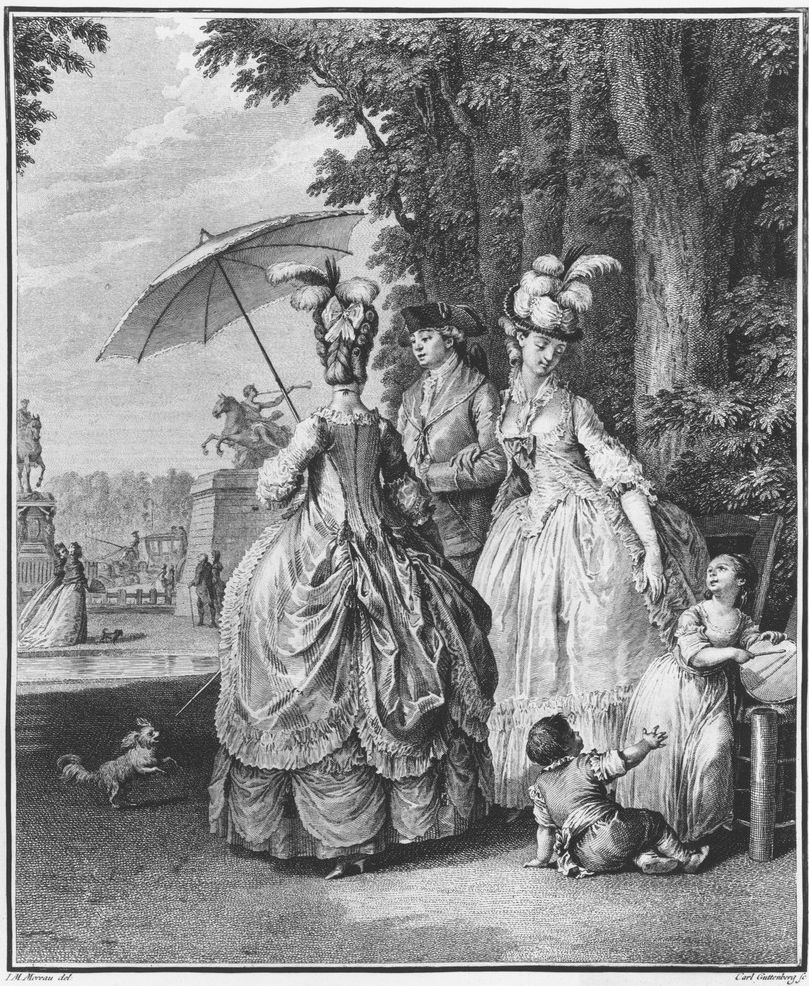
Twee vrouwen in een robe à la polonaise. Jean-Michel Moreau, Le Rendez-vous pour Marly, gegraveerd door Carl Guttenberg, rond 1777

De robe à la polonaise of polonaise is een vrouwenkledingstuk uit de late jaren 1770-1780 en een vergelijkbare revivalstijl uit de jaren 1870, gebaseerd op een Poolse nationale dracht. Het bestaat uit een japon met een kort lijfje en een gedrapeerde overrok die werd gedragen over een onderrok. Vanaf het eind van de 19e eeuw beschreef de term polonaise ook een nauwsluitende overjurk die uitliep in lange slippen over de onderrok, maar niet noodzakelijk gedrapeerd was.

## Oorsprong en structuur
Al in de jaren 1720 begonnen Engelse schilders modieuze dames te portretteren die gekleed waren in geromantiseerde versies van de kleding van een eeuw daarvoor, zoals zij waren afgebeeld in portretten van Van Dyck en Rubens.  Rond 1770 verschenen elementen van deze stijl in modieuze kleding, met inbegrip van de hoed met brede rand (de "Rubenshoed" genoemd in het Fashionable Magazine van 1786) en met plooien ingenomen rokken.

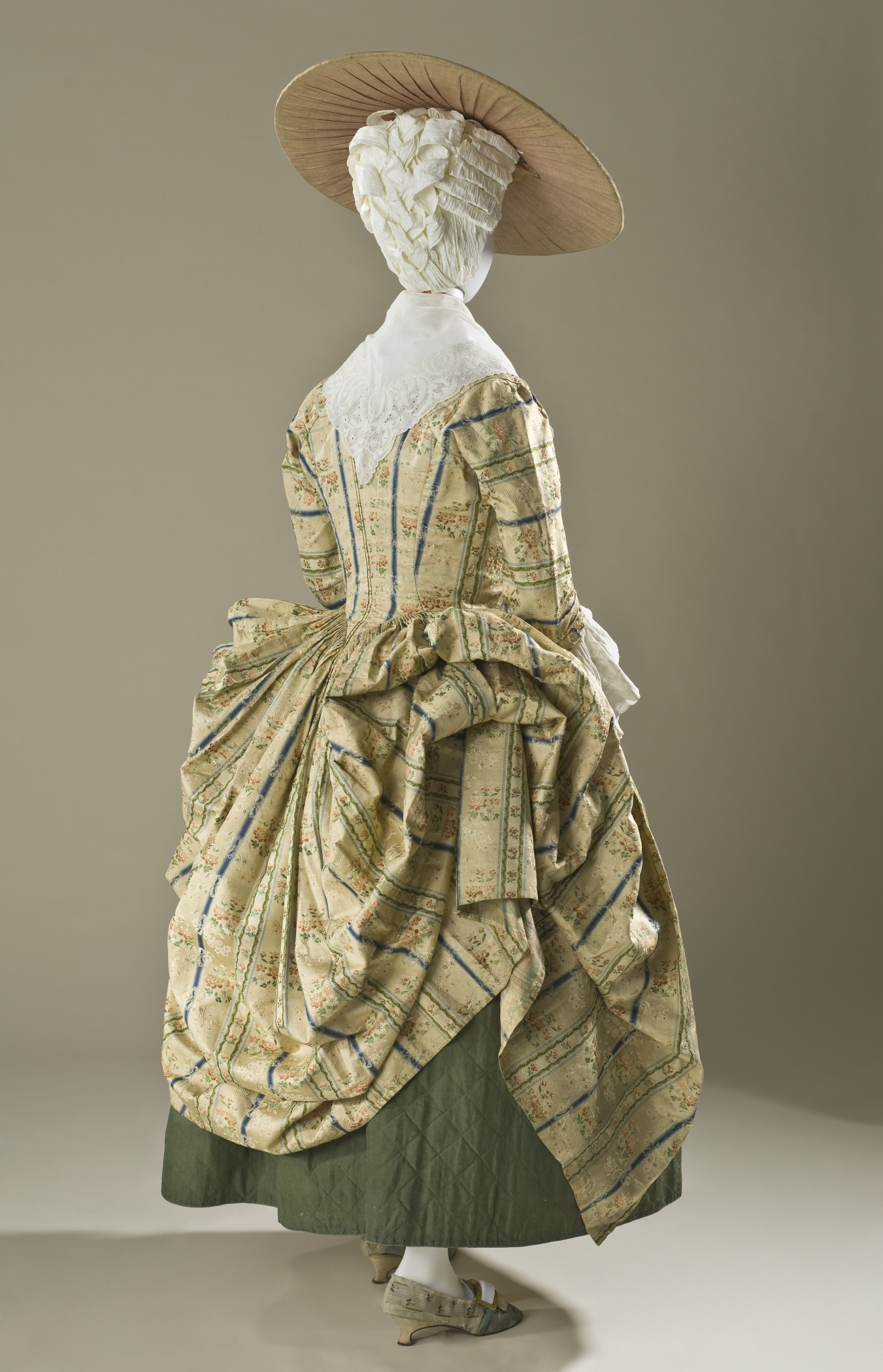
Robe à l'anglaise met gedrapeerde rok à la polonaise, circa 1775. Los Angeles County Museum of Art, M.70.85

Rond dezelfde tijd verscheen in de Franse mode een aantal stijlen van Engelse oorsprong, zoals de robe à l'anglaise, met volle rokken rond de taille en over de heupen. Om het modieuze volume aan de achter- en zijkant van de kleding te creëren, werd de overrok opgenomen door middel van in- of uitwendige beugels, knopen of kwasten die guirlandes van materiaal vormden. Deze stijl heette à la polonaise." Hij werd gekarakteriseerd door enkellange onderrokken die hooggehakte schoenen lieten zien. Doordat de rokken niet over de grond sleepten, diende hij als praktische wandelkleding.
Sinds het begin van de 18e eeuw hadden vrouwen uit de middenklasse op verschillende manieren geïmproviseerd om hun overrokken op te nemen voor het straatvuil.  De polonaise was een modieuze variant op deze stijl.

## 19e-eeuws gebruik en revival

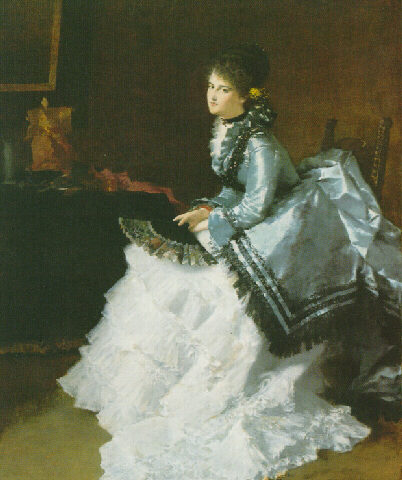
Portret van Mimi Cramer door Albert von Keller, 1875. De vrouw draagt een blauwe zijden polonaise basque over een witte onderrok.

De term polonaise werd in de 19e eeuw gebruikt voor verschillende kledingstukken, vaak omdat men aannam dat de stijl door Poolse kleding was geïnspireerd. Een voorbeeld hiervan is de witzchoura, een met bont afgezette mantel met mouwen, die soms wordt beschreven als à la polonaise. In mei 1868 publiceerde het Ladies' Monthly Magazine een afbeelding van een groene zijden jurk met een asymmetrisch open voorpand, beschreven als à la polonaise, met een patroon om hem te maken.
Aan het eind van de jaren 1860 kwamen verwijzingen naar historische jurken in de mode, waaronder gedrapeerde overrokken die min of meer gebaseerd waren op de 18e-eeuwse robe à la polonaise. In 1871 stelde het Peterson's Magazine dat de polonaise een overjurk was gebaseerd op de 18e-eeuwse robe à la française, met het lijfje aangeknipt aan de opgenomen rok. Het Peterson's Magazine beschreef ook dat bij een 'polonaise basque' de stof geheel samengenomen is rond de heupen en aan de achterzijde een diepe tuniek vormt. Godey's Magazine van augustus 1871 vat de term polonaise op als twee afzonderlijke kledingstukken, een lijfje en een overrok.
De tweede geciteerde paragraaf beschrijft een specifieke stijl van de robe à la polonaise die in de volksmond bekend stond als "Dolly Varden", naar de heldin van Dickens' historische roman Barnaby Rudge (die speelt in 1780).
Tegen het eind van de jaren 1870 en aan het begin van de jaren 1880 beschreef de term 'polonaise' ook een overjurk die leek op een lange jas gedragen over een onderrok, soms met het effect van een vest. Die kon al dan niet gedrapeerd zijn. In juli 1894 schreef The Sydney Mail:
"Polonaises komen ook weer in de gunst, niet alleen als de lange rechte mantel die, afgezet met bont, het meest modieuze kledingstuk is, maar met het rokdeel opgenomen rond de heupen; dit geeft golvende vouwen zoals in de draperingen van twintig jaar geleden."

## 20e eeuw

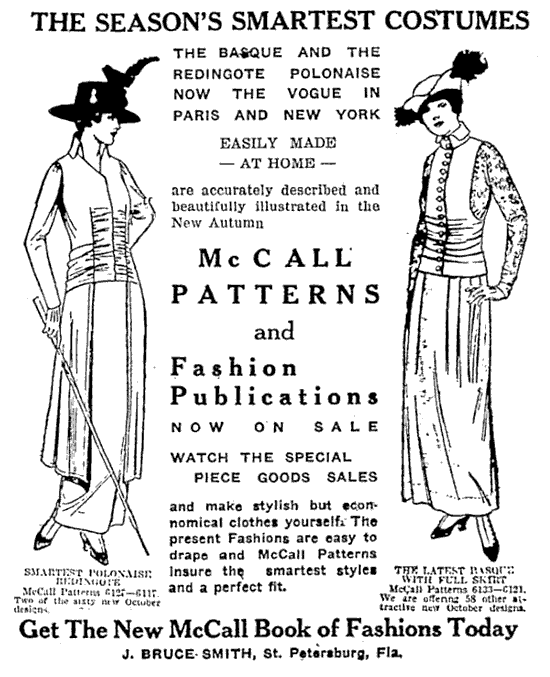
McCall advertentie uit 1914 met een redingote polonaise (links)

De polonaise onderging nog een revival in de jaren 1910. Een krantenadvertentie van 1914 voor McCall Patterns in de Evening Independent kondigde aan dat de 'redingote polonaise' het modieuze hoogtepunt was in Parijs en New York. De Reading Eagle had in november 1915 een modecolumn waarin de polonaise van 1914/15 werd beschreven als een Frans ontwerp bestaand uit een lange jasachtige overjurk van metallic kant of uitbundig gedecoreerde doorschijnende stof over een eenvoudige onderjurk.
Na de Eerste Wereldoorlog werd de term polonaise niet veel meer gebruikt, hoewel modejournalisten hem in 1930-1950 af en toe gebruikten als beschrijving voor elke vorm van drapering rond de bovenste rok.